# Philadelphia 76ers
Philadelphia 76ers (ook wel bekend als de Sixers) is een professioneel basketbalteam dat zijn basis kent in Philadelphia, Pennsylvania. Het speelt in de Atlantic Division van de Eastern Conference van de NBA. Het thuisstadion van de Philadelphia 76ers is het Wells Fargo Center.

## Geschiedenis
Philadelphia 76ers werd in 1946 opgericht als Syracuse Nationals en ging als zodanig spelen in de National Basketball League (NBL). Toen die in die 1949 samenging met de Basketball Association of America (BAA) om zo de National Basketball Association (NBA) te vormen, werd Syracuse Nationals een van de NBA-teams van het eerste uur. De club bereikte in het eerste seizoen van de competitie meteen de NBA-finale, maar verloor hierin van Minneapolis Lakers. Na nog een verloren finale in 1953/54, werd Syracuse Nationals in 1954/55 - met spelers als Dolph Schayes, Johnny Kerr, Earl Lloyd, Red Rocha en Paul Seymour - voor het eerst NBA-kampioen. Dat was tevens de laatste NBA-finale die de club bereikte als Syracuse Nationals.
Zakenman Irv Kosloff en advocaat Ike Richman kochten de club in 1963 en verhuisden haar naar Philadelphia, waar ze verder ging als Philadelphia 76ers. De nieuwe naam werd gebaseerd op de locatie in combinatie met het jaartal waarin de Amerikaanse Onafhankelijkheidsverklaring werd ondertekend. Nadat de club in 1964 Wilt Chamberlain binnenhaalde, bereikten 'de sixers' weer drie keer op rij de divisie-finale. Philadelphia moest het daarin drie jaar op rij opnemen tegen het in de jaren zestig oppermachtige Boston Celtics. Toen het in 1966/67 tijdens de derde poging lukte om dat te verslaan, wonnen ze ook de NBA-finale tegen San Francisco Warriors. Daarmee was ook de eerste NBA-titel als Philadelphia 76ers een feit. Het team dat dit presteerde - met ook onder anderen Billy Cunningham, Hal Greer, Lucious Jackson, Wali Jones en Chet Walker - werd in 1980 tijdens het 35-jarige jubileumfeest van de NBA verkozen tot beste ploeg aller tijden.
Na het vertrek van Chamberlain in 1968 waren de hoogtijdagen van Philadelphia 76ers voorlopig voorbij. In 1971/72 plaatste de club zich voor het eerst sinds de oprichting niet voor de play-offs. In 1972/73 boekte Philadelphia 9 overwinningen tegen 73 nederlagen, een (negatief) record dat nooit meer verbroken is. Daarna krabbelden de sixers langzaam weer op. Philadelphia 76ers keerde in 1975/76 terug in de play-offs.

## Bekende (oud-)spelers
- Charles Barkley
- Wilt Chamberlain
- Maurice Cheeks
- Billy Cunningham
- Joel Embiid
- Julius Erving
- Hal Greer
- Allen Iverson
- Moses Malone
- Andre Iguodala
- Dolph Schayes
- Ben Simmons
- Chet Walker

## Erelijst
- NBA Champions  (3x): 1954/55, 1966/67, 1982/83

- Eastern Conference Champions  (5x): 1977, 1980, 1982, 1983, 2001

- Atlantic Division Champions  (12x) : 1950, 1952, 1955, 1966, 1967, 1968, 1977, 1978, 1983, 1990, 2001, 2021